# Artellewa Space for contemporary arts
Artellewa Space for contemporary arts è uno spazio artistico indipendente e non profit situato in una zona del nord-ovest di Giza, Egitto.
Nasce nel 2007 da un'idea dell'artista egiziano Hamdy Reda e da alcuni collaboratori esperti di arte, sociologia e giornalismo. 
Da allora esercita una fervente attività di produzione e distribuzione dell'arte contemporanea; a due anni dall'apertura fa molto parlare anche per le iniziative che coinvolgono tutto il quartiere in cui si trova.

## Lo spazio
Lo spazio fisico è composto da due sale espositive; la prima di esse, aperta sulla strada, permette ai passanti di avere una vista sull'interno. L'altra sala espositiva si trova all'interno dell'edificio. In queste stanze viene messo in mostra il lavoro di diversi artisti, che creano le loro opere appositamente per questo piccolo spazio aperto. Inoltre, vi è uno spazio sul tetto, dove vengono svolti dibattiti, conferenze e video proiezioni collegate alle esposizioni. (EN) 

## Impegno sociale
L'idea alla base di Artellewa è soprattutto quella di incrementare l'istruzione culturale sotto forma di mostre d'arte, conferenze, proiezioni di film e workshop per i residenti più poveri del quartiere e per offrire loro un luogo di riposo e di sollievo in una zona dove l'arte è, in genere, considerata un bene di lusso. 
Gli abitanti di Ard el Lewa normalmente non entrare in contatto con l'arte; l'obiettivo dello spazio è di sensibilizzare l'opinione pubblica sul quartiere, al fine di promuovere la costruzione di strutture informali per l'educazione dei giovani della zona e in generale per la più giovane popolazione egiziana.

## Attività culturali

### Mostre
Ciascuna mostra viene esibita per circa due settimane presso i locali espositivi dello spazio ma coinvolge anche gli edifici circostanti. Le mostre si concentrano sull'arte contemporanea egiziana, ma anche straniera. I temi vengono ampliati ogni volta con una serie di attività di accompagnamento, come conferenze, film, e laboratori di contributo alla formazione e allo scambio culturale.

### Film-proiezioni
Vengono proiettati una serie di film arabi, egiziani e stranieri, al fine di creare una piattaforma per la visualizzazione e la sponsorizzazione di lavori e progetti indipendenti. I film vengono visualizzati sul tetto.

### Conferenze
In accordo con i temi delle mostre, insegnanti e critici d'arte vengono invitati a tenere lezioni di storia dell'arte, di tecnica artistica e di scienza dell'arte.

### Incontro con gli artisti
In occasione di ogni mostra, Artellewa offre la possibilità di discutere con l'artista in merito al suo lavoro e di scambiare pareri ed esperienze.

### Workshop
Artellewa organizza una serie di laboratori e workshop per la popolazione locale (prevalentemente indirizzati a bambini e giovani) finalizzati all'insegnamento di diverse forme e tecniche dell'arte per incentivare la creatività e la possibilità di espressione. 

### Pittura murale
È tradizione per Artellewa, ogni estate, offrire ad un artista scelto la possibilità di fare un dipinto murale all'interno degli spazi espositivi. Il dipinto rimane, così, esposto fino alla fine della pausa estiva.

## Programmi di residenza
Gli artisti in residenza hanno l'opportunità di vivere e lavorare ad Ard El Lewa, per un periodo che varia da uno a tre mesi. Solitamente, dopo essersi integrati con la comunità di Ard El Lewa, rispondono alle situazioni locali attraverso il loro lavoro.

## Sostegno per giovani artisti
Artellewa sostiene le attività di giovani artisti emergenti attraverso una serie di iniziative:
- Progetto Atelier aperti: Il tetto viene offerto agli artisti durante la pausa estiva per un "open studio atelier", dove giovani artisti egiziani o di qualsiasi altra provenienza possono utilizzare lo spazio e lavorare sui propri progetti individualmente o insieme ad altri artisti.
- Progetto Prima mostra: Ogni anno uno o due giovani artisti egiziani di fare la propria prima mostra all'interno di Artellewa, che si impegna a coprire tutti i costi di allestimento ed esposizione. (EN) [1]